# Maurice Martens
Maurice Martens (5 de juny de 1947) és un exfutbolista belga.

## Selecció de Bèlgica
Va formar part de l'equip belga a la Copa del Món de 1970.